# Digonogastra fenestratoria
Digonogastra fenestratoria är en stekelart som först beskrevs av Roy D. Shenefelt 1978.  Digonogastra fenestratoria ingår i släktet Digonogastra och familjen bracksteklar. Inga underarter finns listade i Catalogue of Life.